# Спирея японская
Спире́я япо́нская (лат. Spiraea japonica) — вид листопадных декоративных кустарников семейства Розовые (Rosaceae).
Спирея японская имеет простые листья на жилистых, свободно ветвящихся, прямостоячих стеблях. Стебли от коричневого до красно-коричневого цвета, круглые в сечении. Кустарник достигает от 1,2 м до почти 2 м в высоту и почти столько же в ширину. Листья, как правило, овальной формы от 2,5 см до 7,5 см длиной, имеют зубчатые поля и чередуются вдоль стебля. Соцветия розовых цветков находятся на концах ветвей. Семена приблизительно 2.5 мм в длину и находятся в небольших блестящих капсулах.

## Естественные разновидности
- Spiraea japonica var. acuminata Franch. 
syn.:Spiraea bodinieri H. Lev., Spiraea bodinieri var. concolor H. Lev., Spiraea esquirolii H. Lev.
- Spiraea japonica var. fortunei (Planch.) Rehder
syn.: Spiraea fortunei Planch., Spiraea japonica var. fortunei Koidz.
- Spiraea japonica var. glabra (Regel) Koidz.
syn.: Spiraea callosa var. glabra Regel
- Spiraea japonica var. japonica
syn.: Spiraea callosa Thunb.[1]

## Ареал

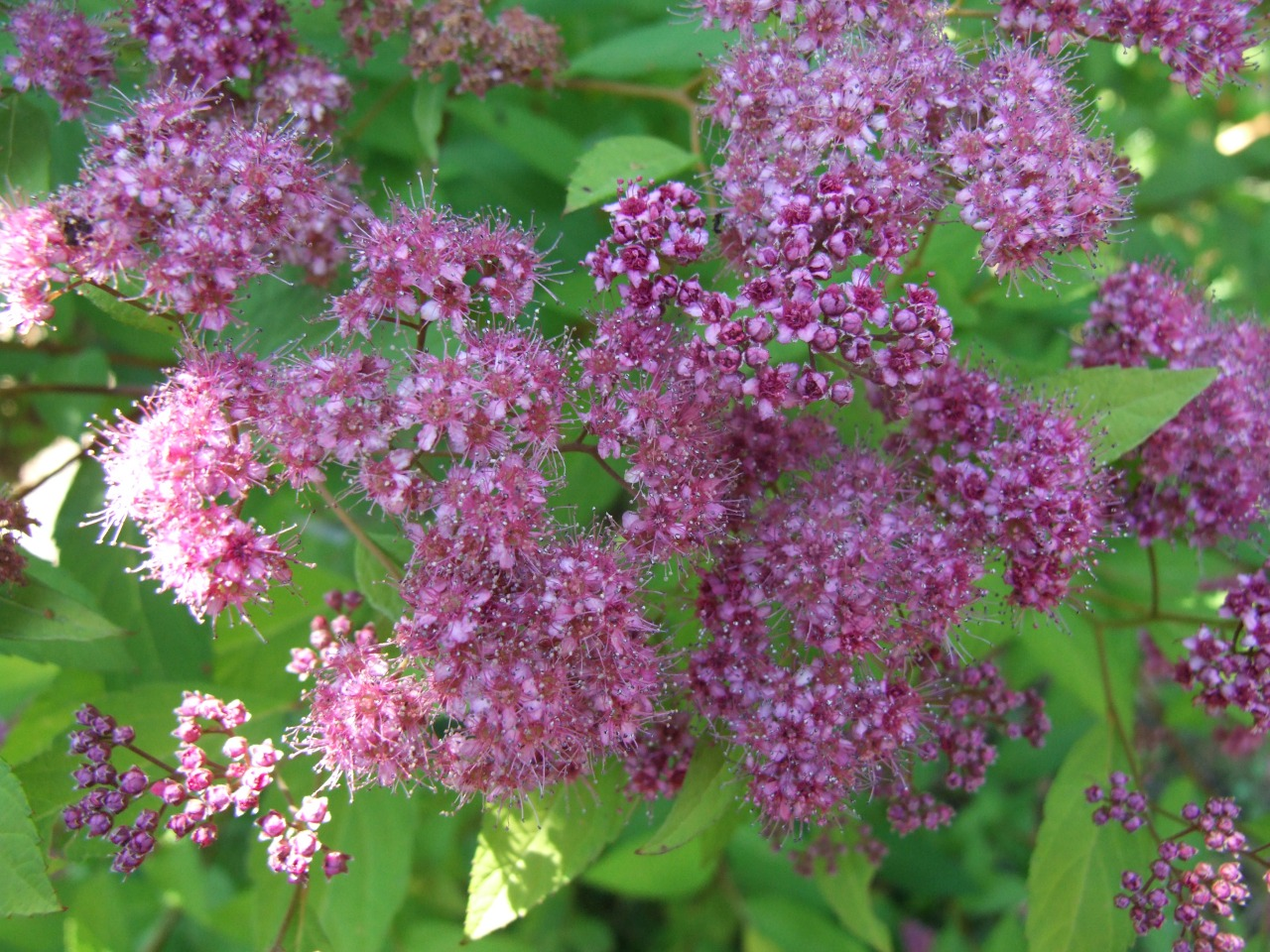
Соцветия

Спирея японская родом из Японии, Китая и Кореи. Юго-Западный Китай является центром по сохранению биоразнообразия вида. В России часто встречается в районе Сочи и Ялты,в Абхазии, где зацветает в марте.

## Использование
Это обычный декоративный вид. Высокие формы выращиваются как живые изгороди. Низкорослые формы используются в качестве почвопокровного растения или для бордюров.
Рекомендуется весенняя обрезка. Побеги укорачивают до высоты 15-20 см от уровня почвы. Летом удаляют отцветшие соцветия для поддержания декоративной формы куста.

## Декоративные формы

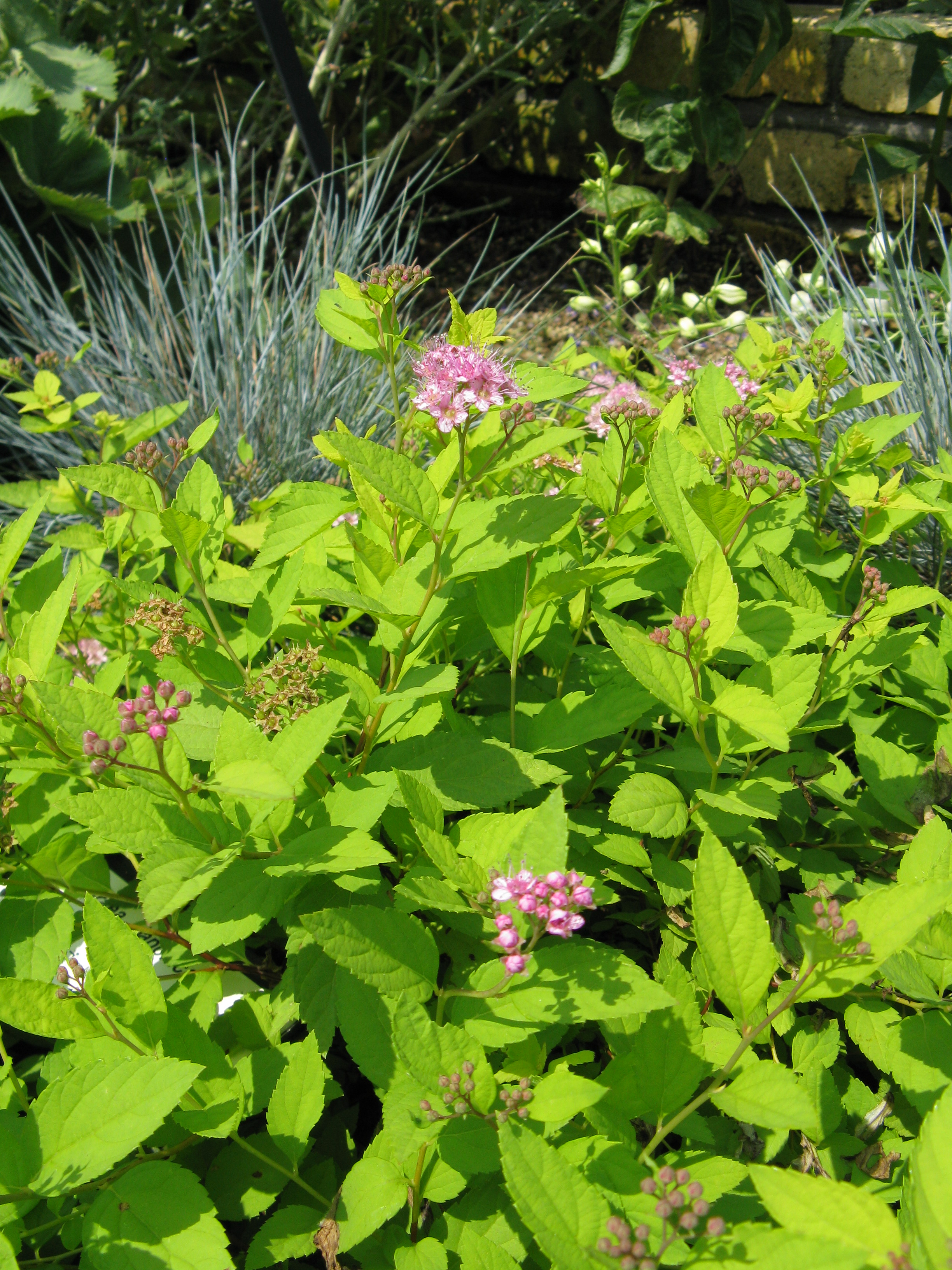
'Gold Mound'

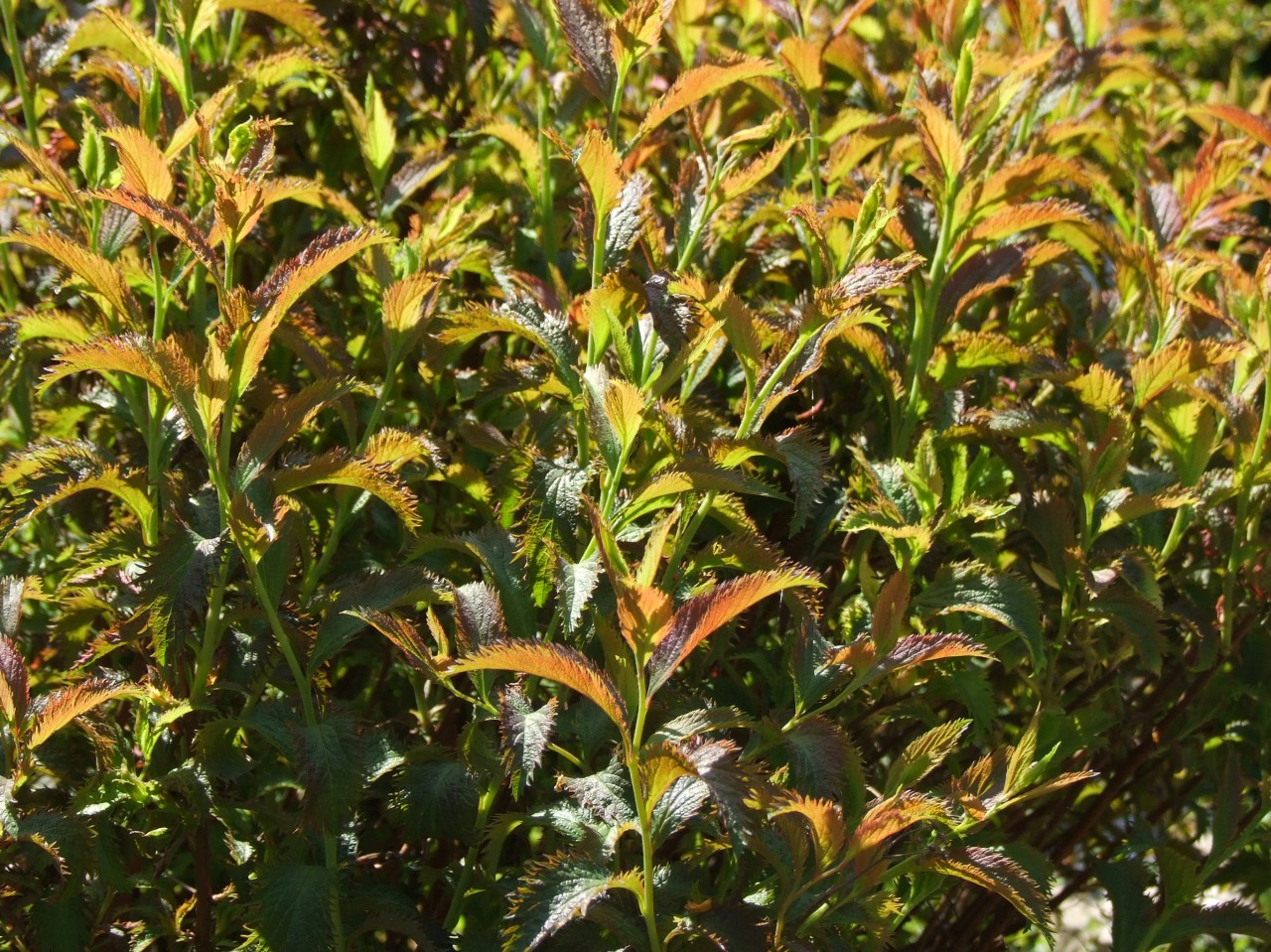
'Crispa'

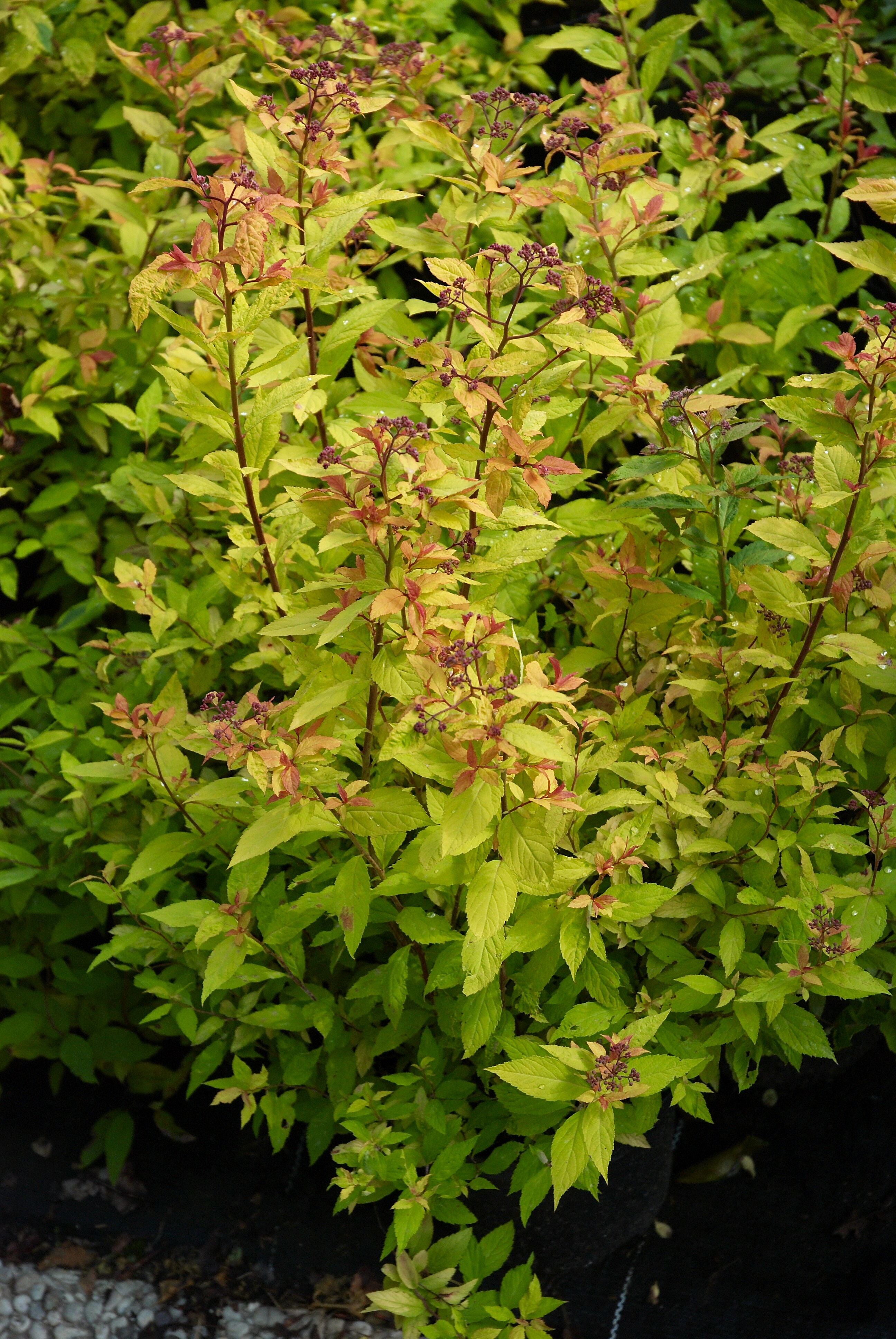
'Goldflame'

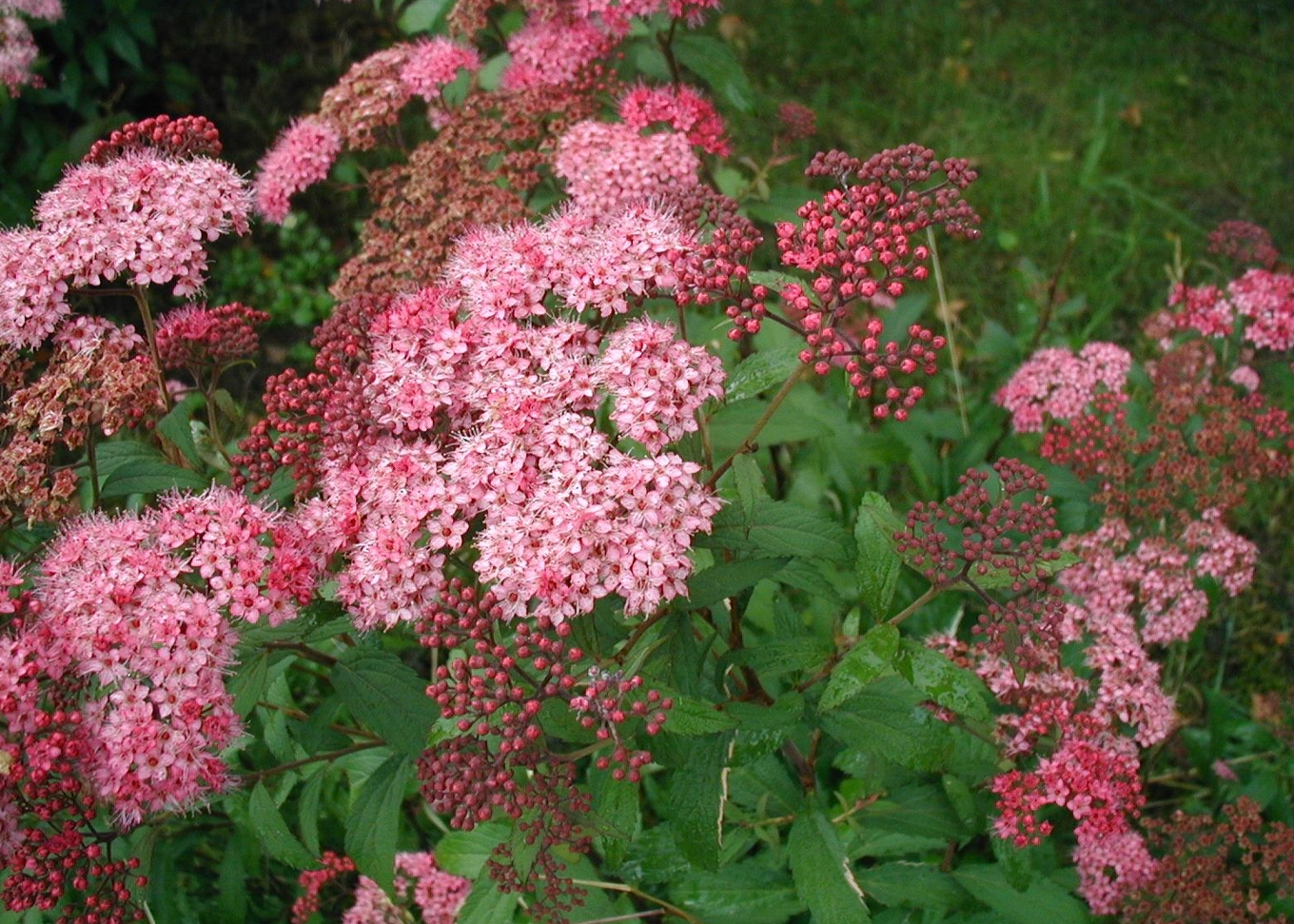
'Anthony Waterer'

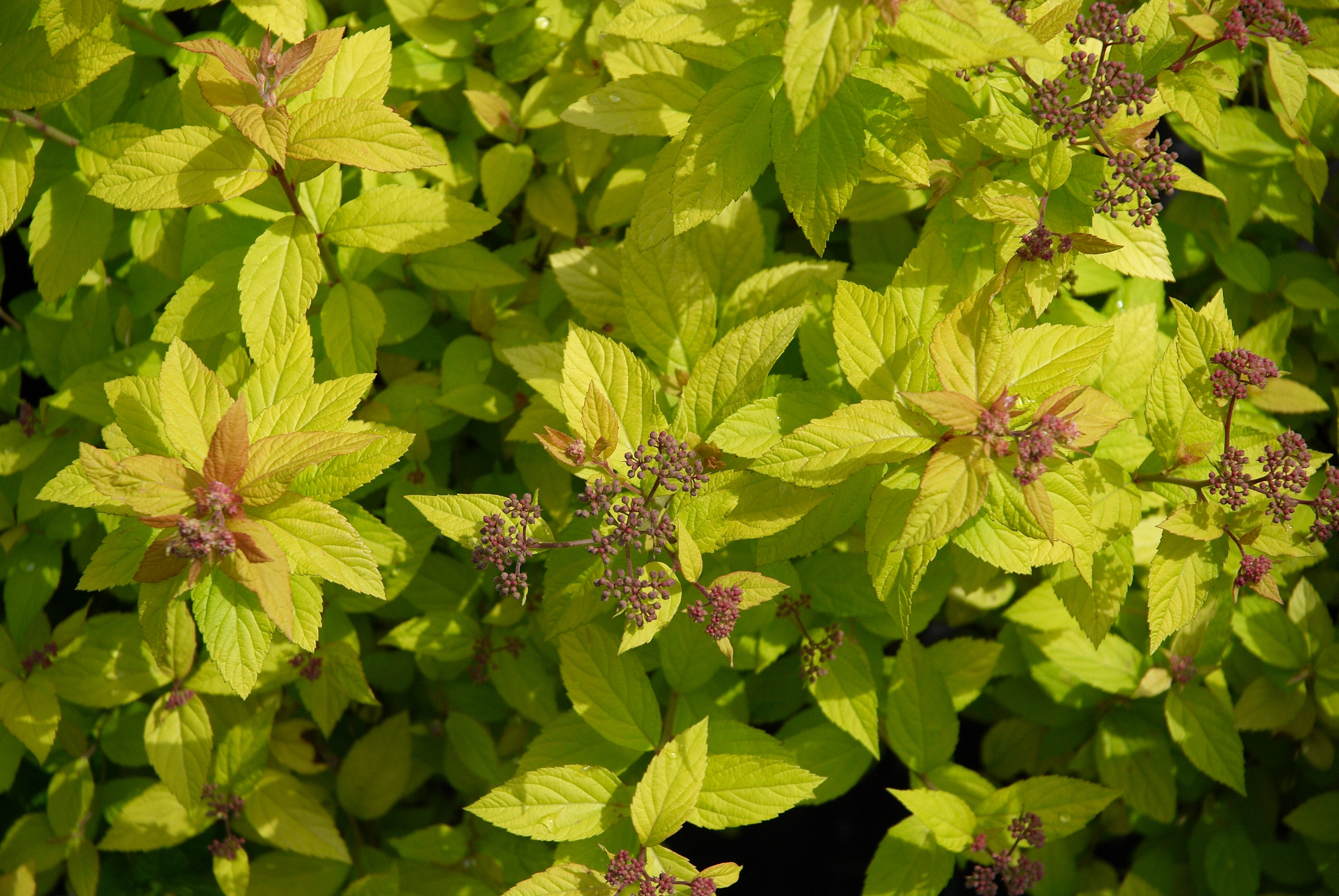
'Golden Princess'

- var. glabra (Regel) Koidz. Высота и ширина куста до 1,5 м[2].
- 'Alpina'. Высота куста около 40 см, диаметр кроны около 80 см. Побеги густоопушённые, желтоватые. Листья сверху тёмно-зелёные, снизу сизоватые. Цветки светло-розовые. Цветет в июле — августе[2].
- 'Bullata'. В культуре с 1880 года. Карликовый кустарник 30—35 см высотой, который можно использовать в массивах как почвопокровное растение; отдельные кустики будут хорошим украшением каменистых садов. Листва густая, листья сообразно названию сорта, сморщенные, «пузырчатые». Сверху они темные сизовато-зеленые, снизу серо-зелёные, мелкие, с зубцами. Цветки розовые, соцветия небольшие и плотные. Цветёт  в июне – июле[3].
- 'Crispa'. Высота куста 50 — 60 см, ширина 70-80 см. Листья яйцевидные, разрезанные, волнистые, при появлении красноватые, позже светло-зеленые, осенью алые или оранжево-бронзовые. Соцветия до 5,5 см в диаметре. Цветки нежно розово-лиловые. Появляются на концах прошлогодних побегов в июле, цветение продолжается 1,5 — 2 месяца.
- 'Darts Red' ('Dart`s Red'). Формой куста напоминает 'Little Princess'. Бутоны имеют розовую окраску, цветки интенсивно пурпурные[4].
- 'Genpei' ('Shirobana'). Высота куста 0,6[4]—0,8[5] м, диаметр куста до 120―140 см. Побеги красно-коричневые, листья тёмно-зелёные, осенью становятся оранжевыми и красноватыми[5]. Цветки белого, розового и красного цвета одновременно присутствуют в каждом соцветии. Цветение: июль-август.
- 'Golden Carpet'. Высота куста около 20 см, ширина около 38 см. Листья ланцетные, гладкие, золотистые, 2×1 см. Побеги стелющиеся, расположены плотно. Цветов нет или их очень мало. Цветки зеленовато-розовые. В открытом грунте цветет с июня по сентябрь, цветение имеет редкий, случайный характер. Семена и плоды не наблюдались. От 'Little Princess' отличается почти полным отсутствием цветения и меньшими размерами куста. Используется в США и Канаде для оформления полей для гольфа.
- 'Golden Princess'. Куст высотой около 50 см. С момента появления и до августа листья жёлто-зелёные. Цветки розовые[4]. Цветёт в июне-июле.
- 'Gold Mound'. Куст высотой до 1 м. С момента появления и до августа листья жёлто-зелёные. Цветки розовые[4].
- 'Green Carpet'. Высота куста около 17 см, ширина около 34 см. Листья ланцетные, гладкие, зелёные, расположены, как правило, симметрично. Длина: около 2 см. Ширина: около 1 см. Цветов нет или их очень мало. Цветки розовые. В открытом грунте цветет с июня по сентябрь, цветение имеет редкий, случайный характер. Семена и плоды не наблюдались. 'Green Carpet' похож по цвету листьев на растения 'Little Princess'. Отличается вдвое меньшими размерами и отсутствием или слабой выраженностью цветения.
- 'Goldflame'. Высота куста до 60—80 см, диаметр до 1 м. Листья продолговатые, по краю зубчатые, 5-8 см длиной. Молодые листья оранжево-красного или бронзово-золотистого цвета. Позже листья становятся ярко-жёлтыми, и жёлто-зелёными к моменту цветения. Осенняя окраска листьев — медно-оранжевого с золотом (на кислых почвах — ярче). Иногда на кусте появляются пёстрые листья. Цветение обильное. Цветки мелкие, ярко-розовые. Цветёт с конца июня по середину августа, средняя продолжительность цветения — 50 дней.
- 'Little Princess'. Высота куста до 0,8 м. Крона до 1,2 метра в диаметре, округлая, компактная, плотная, насыщенного зеленого цвета. Осенью листва желтеет. Годовой прирост 0,1 м в высоту и 0,15 м в ширину. Бутоны зелёные. Цветы: розово-красные, мелкие, диаметром 0,5 см, собраны в щитковидные соцветия на концах ветвей, диаметр соцветия 3-4 см. Цветёт в июне—июле 30—45 дней. Сорт светолюбив, выносит легкое затенение.[4].
- 'Makrophylla'. Высота куста 1,3 м, диаметр до 1,5 м. Листья крупные, вздутые, морщинистые, до 20 см длиной и 10 см шириной, пурпурно-красные при распускании, с возрастом зеленеющие, осенью желтеющие. Соцветия мелкие, розовые[4].
- 'Nana'. Высота куста 20 — 30 см. Цветки розовые, цветёт с середины июля до середины августа[4].
- 'Froebelii'. Куст 0,8—1,2 метра в диаметре. Крона шаровидная, ветви прямостоячие. Листья широкояйцевидные, пурпурными весной и осенью, летом — зеленые. Цветет с июля до середины сентября. Соцветия крупные рыхлые щитковидные, насыщенно-малинового цвета.
- 'Ruberrima'. Куст высотой до 1,3 м. Цветки карминово-красные[2].

## Вредители
Различные насекомые.